# Elecciones presidenciales de Corea del Sur de 2022
Las elecciones presidenciales de Corea del Sur de 2022 también conocida como 20ª elecciones presidenciales de la República de Corea (en coreano:  제20대 대한민국 대통령 선거) tuvieron lugar el 9 de marzo de ese año. Es la octava elección presidencial desde la democratización. Según la constitución de Corea del Sur, el presidente está restringido a un solo mandato de cinco años en el cargo, lo que significa que el actual presidente Moon Jae-in no puede postularse para un segundo mandato.
Las elecciones dieron como resultado una victoria para el candidato conservador Yoon Suk-yeol. Poco después, el candidato liberal Lee Jae-myung reconoció la derrota y felicitó a Yoon. El margen de votos entre ambos candidatos fue del 0,73%, siendo este el resultado electoral presidencial más apretado en la historia de Corea del Sur. Yoon calificó el resultado como «una victoria para el pueblo», también dijo que los coreanos deben unirse y que su máxima prioridad como presidente sería lograr la unidad nacional.
Lee ganó la isla de Jeju, en la ciudad de Incheon y en la provincia más poblada del país Gyeonggi, donde fue gobernador; sin embargo, la crisis de la vivienda en la capital Seúl llevó como resultado una victoria del conservador Yoon, por primera vez desde 2007. Yoon también logró el mejorar los resultados para los conservadores en las provincias de Honam de Jeolla y la ciudad de Gwangju, que tienden a ser bastiones liberales, aunque Lee aún ganó en dichas provincias con más del 80% de los votos.

## Antecedentes
Tras el escándalo político surcoreano de 2016 que llevó a la destitución de la presidenta conservadora Park Geun-hye, se convocó a elecciones anticipadas. El antiguo político liberal Moon Jae-in del Partido Demócrata venció al activista de derecha Hong Jun-pyo y al centrista Ahn Cheol-soo por un amplio margen en las elecciones presidenciales de 2017, lo que llevó a los liberales de regreso a la Casa Azul por primera vez en nueve años. Después de unos primeros tres años algo inestables en el cargo, el presidente Moon se fortaleció significativamente con la histórica victoria de su partido en las elecciones legislativas de 2020; lo que le dio a su partido una mayoría absoluta de 163 de 300 escaños en la Asamblea Nacional. Sin embargo los conservadores se recuperaron en las elecciones parciales de 2021 para las alcaldías de Seúl y Busan.

### Aprobación del presidente Moon

Aprobación del presidente Moon Jae-in según Gallup Korea

Para abril de 2021, el índice de aprobación del presidente Moon Jae-in cayó al 30 %, el más bajo desde el inicio de su mandato. La caída de la aprobación pública de la administración Moon se la atribuyó a la percepción de un doble rasero, como se vio en la presunta intromisión del exministro de Justicia Cho Kuk y su esposa en las admisiones escolares de sus hijos, reformas contenciosas a la fiscalía nacional que llevaron a la renuncia del Ministerio Público. El fiscal general Yoon Seok-youl (que se especula que se presentará a la presidencia en 2022), declaró que las fallas percibidas por la administración de Moon son en las políticas inmobiliarias, como el endurecimiento de las reglas de endeudamiento y el aumento de varios impuestos relacionados con la vivienda, afectando a los jóvenes que desean comprar una casa propia. También se culpó al gobierno de un escándalo de especulación inmobiliaria que estalló a fines de marzo de 2021 en la principal agencia de vivienda de Corea del Sur, Korea Land & Housing Corporation (LH) en un momento de aumento de los precios de la vivienda, lo que llevó a las derrotas del Partido Demócrata en abril de 2021 en las elecciones parciales de Corea del Sur para las alcaldías de Seúl y Busan. Sin embargo, los índices de aprobación de Moon fueron los más altos para cualquier presidente que ingresara en su último año en el cargo, en comparación con sus predecesores.

### Cambio en el apoyo de los jóvenes a los conservadores

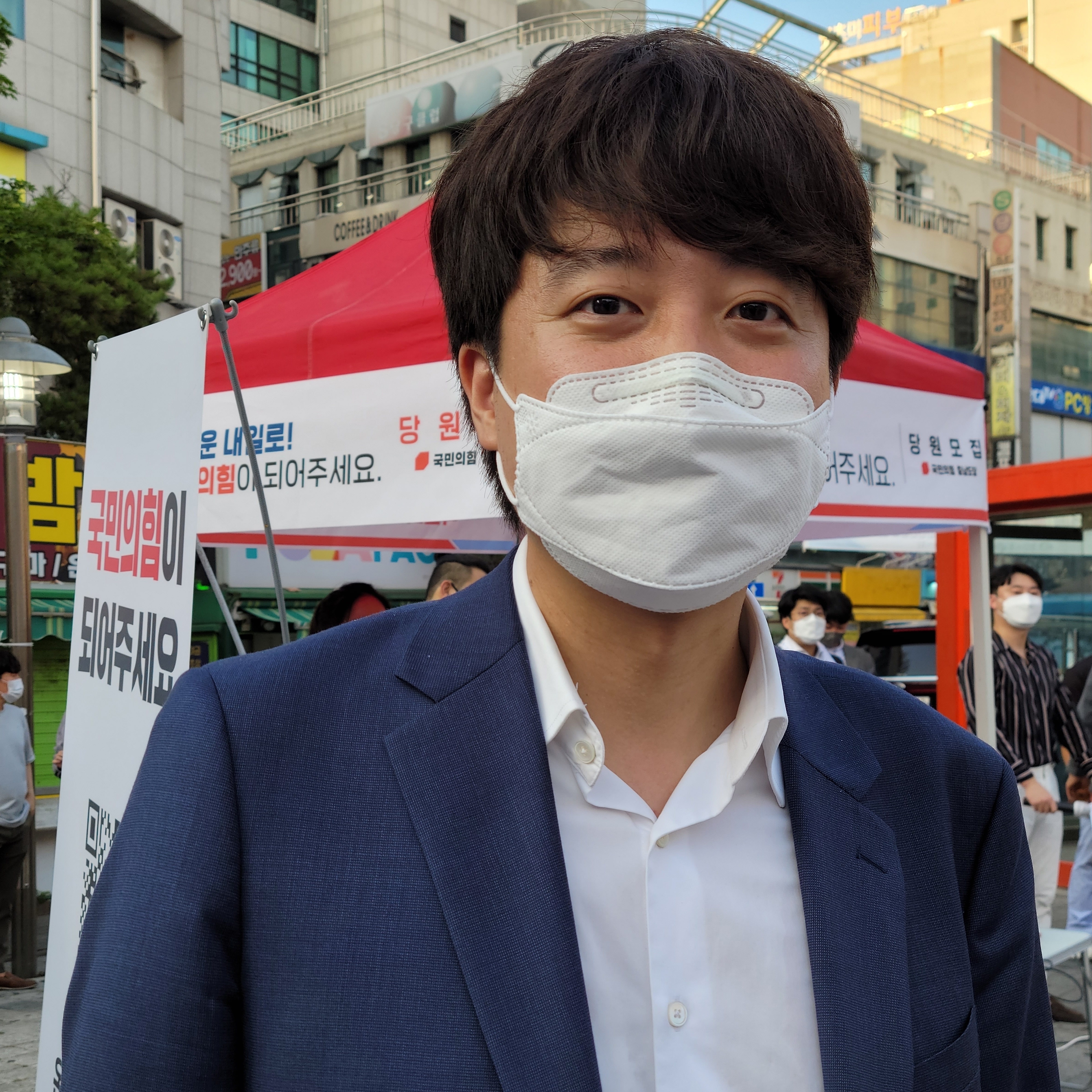
Lee Jun-seok, líder del PPP

Además de la reacción violentas causadas por las políticas de vivienda para los jóvenes, el giro contra el Partido Demócrata también se atribuyó a su continuo apoyo al feminismo y las políticas a favor de las mujeres, lo que provocó una reacción violenta entre los hombres jóvenes e incitó a los votantes masculinos de 20 años a votar por los conservadores. Entre los votantes varones de 20 años en Seúl, el candidato del PPP, Oh Se-hoon, recibió un asombroso apoyo del 72,5 por ciento en la encuesta de boca de urna. Las encuestas a boca de urna de Seúl mostraron que los votantes jóvenes, que tradicionalmente se han alineado con el Partido Demócrata, votaron por el conservador Partido del Poder Popular (PPP) en una gran mayoría. Además, el Partido del Poder Popular eligió a Lee Jun-seok de 36 años como nuevo jefe del partido en junio de 2021.

## Sistema electoral
El Presidente es elegido mediante votación por pluralidad, sirviendo por un período de cinco años y no puede buscar la reelección, ya sea directa o indirectamente.

## Nominaciones

### Partido Demócrata
Las primarias de nominación del Partido Demócrata estaban programadas para septiembre de 2021, sin embargo representantes del partido como Lee Nak-yeon y Chung Sye-kyun han pedido que las primarias se realicen en noviembre. Este pedido es considerado como un intento de evitar que Lee Jae-myung obtenga la nominación, ya que es el candidato preferido entre el público y el partido.
El 25 de junio de 2021, el consejo supremo del partido decidió llevar a cabo las primarias como estaba previsto antes del 10 de septiembre de 2021. El calendario del proceso es el siguiente:
- Del 28 al 30 de junio: Inscripción de candidatos
- Del 9 al 11 de julio: primaria preliminar con una encuesta del público en general y miembros del partido
- 11 de julio: anuncio de los seis mejores candidatos elegibles para las primarias principales
- Antes del 10 de septiembre: anuncio del resultado de las primarias y del candidato del partido

El 19 de julio de 2021, el partido anunció un retraso en la selección final de candidatos hasta mediados de octubre debido al aumento de los casos de COVID-19 en Corea del Sur.
Tras la finalización de las primarias nacionales el 10 de octubre de 2021, Lee Jae-myung fue anunciado como el candidato del partido a la presidencia.

#### Candidatos
- Lee Jae-myung gobernador de Gyeonggi y exalcalde de Seongnam.[21][22]
- Lee Nak-yeon, miembro de la Asamblea Nacional, primer ministro bajo la administración del presidente Moon Jae-in, exgobernador de la provincia de Jeolla del Sur y exlíder del Partido Demócrata de Corea.[23][24][25][26]
- Park Yong-jin, miembro de la Asamblea Nacional.[27]
- Choo Mi-ae, ministra de Justicia bajo la administración del presidente Moon Jae-in, exmiembro de la Asamblea Nacional y exlíder del Partido Demócrata de Corea.[28]

### Partido del Poder Popular
Luego de un proceso primario el 5 de noviembre de 2021, el Partido del Poder Popular nominó al exfiscal general, Yoon Suk-yeol, como candidato a la presidencia.

#### Candidatos
- Yoon Suk-yeol, exfiscal general de Corea del Sur.[31][32]
- Yoo Seong-min, exmiembro de la Asamblea Nacional, candidato presidencial en las elecciones de 2017, exlíder del Partido Bareunmirae, y del Partido Bareun.[33]
- Won Hee-ryong, gobernador de Jeju y exmiembro de la Asamblea Nacional.[34]
- Hong Joon-pyo, miembro de la Asamblea Nacional, exgobernador de Gyeongsang del Sur, exlíder del Partido Libertad de Corea y candidato presidencial en las elecciones de 2017.[35]

### Partido Popular
Inicialmente se consideró una candidatura y una alianza con el Partido del Poder Popular. Sin embargo, la primera ronda de negociaciones entre Ahn Cheol-soo y el líder del PPP, Lee Jun-seok, terminó con hostilidades el 16 de agosto de 2021.
El 8 de octubre de 2021 se formó el Grupo Central de Planificación Electoral del Partido, para el proceso de selección de un candidato presidencial. El 1 de noviembre de 2021, Ahn Cheol-soo anunció su candidatura y el 3 de noviembre, rechazó públicamente la idea de fusionar una alianza con el Partido del Poder Popular.
El 4 de noviembre de 2021, Ahn Cheol-soo candidato presidencial en las elecciones de 2017, líder del Partido Popular, y exmiembro de la Asamblea Nacional, fue elegido oficialmente candidato del partido.

### Partido de la Justicia

#### Candidatos
- Sim Sang-jung, miembro de la Asamblea Nacional y exlíder del Partido de la Justicia.[42][43]
- Lee Jeong-mi, exmiembro de la Asamblea Nacional y exlíder del Partido de la Justicia.[44]
- Hwang Sun-sik, miembro del Ayuntamiento de Gwacheon en Gyeonggi-do.
- Kim Yun-gi, representante interino del Partido de la Justicia.

### Candidatos retirados
- 'Partido Demócrata':[45]
  - Yang Seung-jo, gobernador de Chungcheong del Sur, exmiembro de la Asamblea Nacional.[46]
  - Choi Moon-soon  gobernador de la provincia de Gangwon, exmiembro de la Asamblea Nacional.[47]
  - Lee Kwang-jae, miembro de la Asamblea Nacional, exgobernador de Gangwon.[48][49][50][51]
  - Chung Sye-kyun, ex primer ministro, expresidente y miembro de la Asamblea Nacional.[52][53][54]
  - Kim Doo-kwan, miembro de la Asamblea Nacional, exgobernador de Gyeongsang del Sur, exministro de Administración Gubernamental y Asuntos Internos.[55][56]
- Partido del Poder Popular:
  - Jang Kyi-pyo, exlíder del Partido Verde Socialdemócrata.[57]
  - Chang Sŏng-min, candidato presidencial en las elecciones de 2017 y exmiembro de la Asamblea Nacional.[58]
  - Yun Hee-suk, miembro de la Asamblea Nacional.[59][60]
  - Kim Tae-ho, miembro de la Asamblea Nacional y exgobernador de Gyeongsang del Sur.[61][60]
  - Oh Se-hoon, alcalde de Seúl y exmiembro de la Asamblea Nacional.[62]
  - Ha Tae-keung, miembro de la Asamblea Nacional.[63]
  - Hwang Kyo-ahn, expresidente interino de la República de Corea, ex primer ministro, exministro de Justicia, exlíder del Partido Liberal de Corea y exlíder del partido Futuro Partido Unido.[64][65]
  - Ahn Sang-soo, exmiembro de la Asamblea Nacional, exalcalde de Incheon.[66][65]
  - Choi Jae-hyung, exjuez y presidente de la Junta de Auditoría e Inspección.[62][67][68][65]

## Candidatos
| Partido Demócrata 더불어민주당                                                     | Partido del Poder Popular 국민의힘                                                                     | Partido Popular 국민의당                                                           | Partido de la Justicia 정의당 |
| Lee Jae-myung                                                                      | Yoon Suk-yeol                                                                                          | Ahn Cheol-soo                                                                      | Sim Sang-jung |
| ---------------------------------------------------------------------------------- | --- | ---------------------------------------------------------------------------------- | --- |
| [[File:Lee Jae-myung, 2021 (cropped 1).jpg\|100px\|alt={{{Alt\|{{{descripción}}}]] | [[File:South Korea President Yoon Suk Yeol portrait (crop).jpg\|100px\|alt={{{Alt\|{{{descripción}}}]] | [[File:Ahn Cheol-Soo cropped (cropped).jpg\|100px\|alt={{{Alt\|{{{descripción}}}]] | [[File:Sim Sang-jung taking a commemorative photo with the Speaker of the National Assembly.jpg\|100px\|alt={{{Alt\|{{{descripción}}}]] |
| Gobernador de Gyeonggi (2018-2021)                                                 | Fiscal general de Corea del Sur (2019-2021)                                                            | Líder del Partido Popular (desde 2020)                                             | Miembro de la Asamblea Nacional (desde 2012)                                                                                            |
|                                                                                    | |                                                                                    | |

### Otros candidatos
| Candidato | Candidato       | Partido                               | Ocupación                                                                               | Ref.       |
| --------- | --------------- | ------------------------------------- | --------------------------------------------------------------------------------------- | ---------- |
|           | Huh Kyung-young | Nacional Revolucionario de Dividendos | Fundador del Partido Nacional Revolucionarios de Dividendos (desde 2019)                | [ 69 ]     |
|           | Kim Jae-yeon    | Partido Progresista                   | Miembro de la Asamblea Nacional (2012-2014)                                             |            |
|           | Cho Won-jin     | Nuestro Partido Republicano           | Miembro de la Asamblea Nacional (desde 2008)                                            | [ 69 ]     |
|           | Lee Gyeong-hee  | Partido Corea Unida                   | Profesor universitario y empresario                                                     |            |
|           | Kim Dong-yeon   | Nueva Ola                             | Viceprimer Ministro de Corea del Sur (2017-2018)                                        | [ nota 2 ] |
|           | Oh Jun-ho       | Partido Renta Básica                  | Miembro de la Red de Ingresos Básicos de Corea                                          | [ 70 ]     |
|           | Lee Baek-yoon   | Partido Laborista                     | Líder del Partido Socialista Revolucionario (hasta 2022)                                | [ 71 ]     |
|           | Kim Min-chan    | Alianza de la Ola Coreana             | Presidente del Comité Mundial de Masters                                                |            |
|           | Ok Un-ho        | Partido Saenuri                       | Ex correpresentante de Acción Ciudadana de Elecciones Limpias                           | [ 72 ]     |
|           | Lee Gyeong-Jae  | Nueva Unión Liberal Democrática       | Excandidato seleccionado por el Partido Nacional Revolucionario, pero cambió de partido |            |

### Candidaturas retiradas
- Kim Gyeong-jae, Profesor y pastor del Partido Nacional Revolucionario[62][73]
- Sohn Hak-kyu, político independiente, Miembro de la Asamblea Nacional (2011-2012)[74]
- Park Geun-Ryeong, miembro del Partido Península de Nueva Corea. Hija biológica del expresidente Park Chung-hee y hermana menor de la expresidenta Park Geun-hye[75]
- Kim Yu-chan, miembro del Nuevo Partido de Participación Nacional
- Hwang Jang-su, director del Instituto de Investigación de Gestión del Futuro, apoyado por el partido Revolución 21
- Ir don-sik, expresidente de la Asociación de Cultura, Deportes y Artes de Corea

## Encuestas

### Candidatos oficiales
| Encuesta | Fecha                  | Muestra | Lee Jae-myung               | Yoon Suk-yeol | Sim Sang-jung | Ahn Cheol-soo | Otros |       |      |  |      |
| --- | ---------------------- | ------- | --------------------------- | ------------- | ------------- | ------------- | ----- | ----- | ---- |  | ---- |
| Encuesta | Fecha                  | Muestra | Resultado de las Elecciones | 10 Mar 2022   | –             | 47.8%         | Otros | 48.5% | 2.3% |  | 2.1% |
| Boca de Urna | 9 Mar 2022             | –       | 47.8%                       | 48.4%         | 2.5%          |               | –     |       |      |  |      |
| Desde el 3 de marzo de 2022 la publicación de encuestas estará prohibida, el mismo día Ahn Cheol-soo se retiró de la campaña presidencial y apoyó Yoon Suk-yeol |                        |         |                             |               |               |               |       |       |      |  |      |
| KIR | 2 Mar 2022             | 1,002   | 43.4%                       | 47.2%         | 1.3%          | 5.3%          | 2.8%  |       |      |  |      |
| Southern Post | 2 Mar 2022             | 1,001   | 37.7%                       | 39.6%         | 1.7%          | 8.6%          | 12.4% |       |      |  |      |
| Ipsos Korea Research Hankook | 1–2 Mar 2022           | 2,003   | 37.1%                       | 42.1%         | 1.4%          | 6.0%          | 8.5%  |       |      |  |      |
| Kantar Korea | 1–2 Mar 2022           | 1,009   | 33.8%                       | 40.1%         | 2.2%          | 7.2%          | 16.7% |       |      |  |      |
| Opinion Research Justice | 1–2 Mar 2022           | 1,008   | 42.7%                       | 45.1%         | 1.0%          | 5.5%          | 5.8%  |       |      |  |      |
| WinG Korea | 1–2 Mar 2022           | 1,015   | 45.4%                       | 45.2%         | 1.3%          | 5.9%          | 2.2%  |       |      |  |      |
| Gallup Korea | 1–2 Mar 2022           | 1,005   | 39.2%                       | 40.6%         | 2.1%          | 9.0%          | 9.0%  |       |      |  |      |
| Next Research | 1–2 Mar 2022           | 1,011   | 34.1%                       | 39.9%         | 2.1%          | 10.3%         | 13.6% |       |      |  |      |
| PNR | 1–2 Mar 2022           | 1,011   | 41.9%                       | 47.5%         | 1.3%          | 4.9%          | 4.4%  |       |      |  |      |
| Research View | 1–2 Mar 2022           | 1,000   | 41.0%                       | 47.0%         | 2.0%          | 7.0%          | 3.0%  |       |      |  |      |
| Hangil Research | 1–2 Mar 2022           | 1021    | 40.9%                       | 43.6%         | 2.3%          | 6.1%          | 4.3%  |       |      |  |      |
| National Barometer Survey | 28 Feb – 2 Mar 2022    | 2,013   | 40.0%                       | 40.0%         | 2.0%          | 9.0%          | 10.0% |       |      |  |      |
| RealMeter | 28 Feb – 2 Mar 2022    | 3,037   | 40.6%                       | 45.1%         | 1.9%          | 7.1%          | 5.2%  |       |      |  |      |
| Embrain Public | 28 Feb – 2 Mar 2022    | 2,013   | 40.4%                       | 43.7%         | 1.8%          | 8.1%          | 3.6%  |       |      |  |      |
| KSOI | 28 Feb – 1 Mar 2022    | 1,012   | 37.9%                       | 44.2%         | 2.1%          | 8.9%          | 6.9%  |       |      |  |      |
| Jowon C&I | 28 Feb – 1 Mar 2022    | 1,013   | 42.1%                       | 44.9%         | 2.6%          | 7.0%          | 3.4%  |       |      |  |      |
| Global Research | 28 Feb – 1 Mar 2022    | 1,006   | 36.6%                       | 42.3%         | 2.9%          | 6.7%          | 11.5% |       |      |  |      |
| Media Research | 28 Feb – 1 Mar 2022    | 1,000   | 45.0%                       | 44.9%         | 1.5%          | 5.1%          | 3.5%  |       |      |  |      |
| RealMeter | 28 Feb – 1 Mar 2022    | 1,007   | 43.1%                       | 46.3%         | 1.9%          | 6.7%          | 2.1%  |       |      |  |      |
| Kantar Korea | 27 Feb - 1 Mar 2022    | 1,028   | 34.1%                       | 44.1%         | 2.0%          | 7.8%          | 12.0% |       |      |  |      |
| ARC | 28 Feb 2022            | 1,002   | 43.2%                       | 46.5%         | 2.1%          | 4.5%          | 3.6%  |       |      |  |      |
| Ace Research | 27-28 Feb 2022         | 1,002   | 43.7%                       | 44.6%         | 1.9%          | 7.4%          | 2.4%  |       |      |  |      |
| Real Research Korea | 25-28 Feb 2022         | 1,000   | 41.5%                       | 46.8%         | 2.8%          | 6.2%          | 2.7%  |       |      |  |      |
| Mediatomato | 26-27 Feb 2022         | 1,452   | 42.0%                       | 44.2%         | 2.1%          | 8.5%          | 3.2%  |       |      |  |      |
| Opinion Research Justice | 25-27 Feb 2022         | 3,004   | 42.3%                       | 45.4%         | 2.1%          | 5.5%          | 4.7%  |       |      |  |      |
| RealMeter | 26-27 Feb 2022         | 1,009   | 41.0%                       | 46.1%         | 2.5%          | 7.9%          | 2.5%  |       |      |  |      |
| RealMeter | 24-27 Feb 2022         | 2,052   | 39.5%                       | 42.0%         | 1.8%          | 8.6%          | 8.2%  |       |      |  |      |
| KSOI (ARS) | 25-26 Feb 2022         | 1,000   | 43.2%                       | 45.0%         | 1.5%          | 5.9%          | 4.5%  |       |      |  |      |
| KSOI (Entrevista) | 25-26 Feb 2022         | 1,005   | 43.8%                       | 36.1%         | 3.4%          | 7.3%          | 9.5%  |       |      |  |      |
| Southern Post | 26 Feb 2022            | 1,021   | 40.0%                       | 40.4%         | 2.7%          | 8.1%          | 8.8%  |       |      |  |      |
| Gallup Korea | 25-26 Feb 2022         | 1,004   | 37.2%                       | 42.3%         | 3.5%          | 11.0%         | 6.0%  |       |      |  |      |
| Embrain Public | 25-26 Feb 2022         | 1,014   | 40.2%                       | 42.4%         | 2.8%          | 9.0%          | 5.6%  |       |      |  |      |
| Hankook Research | 24-26 Feb 2022         | 2,000   | 39.8%                       | 39.8%         | 3.1%          | 8.2%          | 9.1%  |       |      |  |      |
| Kantar Korea | 23-24 Feb 2022         | 1,007   | 34.9%                       | 36.5%         | 3.1%          | 8.5%          | 17.0% |       |      |  |      |
| PNR | 23-24 Feb 2022         | 1,005   | 41.0%                       | 43.8%         | 3.1%          | 7.4%          | 4.3%  |       |      |  |      |
| Research View | 22-24 Feb 2022         | 1,000   | 41.0%                       | 46.0%         | 2.0%          | 7.0%          | 4.0%  |       |      |  |      |
| Gallup Korea | 22-24 Feb 2022         | 1,000   | 38.0%                       | 37.0%         | 4.0%          | 12.0%         | 9.0%  |       |      |  |      |
| KIR | 23 Feb 2022            | 1,001   | 39.3%                       | 45.8%         | 3.2%          | 6.9%          | 4.9%  |       |      |  |      |
| Media Research | 22-23 Feb 2022         | 1,000   | 42.2%                       | 43.2%         | 2.4%          | 6.2%          | 6.0%  |       |      |  |      |
| KRi | 22-23 Feb 2022         | 1,005   | 39.6%                       | 41.9%         | 2.5%          | 7.8%          | 8.2%  |       |      |  |      |
| Embrain Public | 22-23 Feb 2022         | 1,005   | 39.4%                       | 40.2%         | 3.3%          | 9.4%          | 7.7%  |       |      |  |      |
| National Barometer Survey | 21-23 Feb 2022         | 1,004   | 37.0%                       | 39.0%         | 3.0%          | 9.0%          | 12.0% |       |      |  |      |
| RealMeter | 20-23 Feb 2022         | 2,038   | 40.5%                       | 41.9%         | 2.6%          | 6.8%          | 8.2%  |       |      |  |      |
| Jowon C&I | 20-22 Feb 2022         | 1,002   | 42.3%                       | 44.2%         | 2.8%          | 6.7%          | 4.1%  |       |      |  |      |
| KIR | 21 Feb 2022            | 1,002   | 39.5%                       | 44.0%         | 3.1%          | 7.5%          | 5.9%  |       |      |  |      |
| Gallup Korea | 20-21 Feb 2022         | 1,002   | 38.3%                       | 39.0%         | 3.0%          | 9.5%          | 10.2% |       |      |  |      |
| Hangil Research | 19-21 Feb 2022         | 1,027   | 42.6%                       | 42.7%         | 1.2%          | 6.5%          | 6.0%  |       |      |  |      |
| Opinion Research Justice | 20 Feb 2022            | 1,001   | 40.8%                       | 45.3%         | 1.9%          | 6.0%          | 6.0%  |       |      |  |      |
| Jowon C&I | 19-20 Feb 2022         | 1,002   | 42.1%                       | 43.6%         | 2.2%          | 5.9%          | 6.1%  |       |      |  |      |
| Mediatomato | 19-20 Feb 2022         | 1,061   | 41.9%                       | 44.4%         | 2.9%          | 6.2%          | 4.7%  |       |      |  |      |
| Global Research | 19-20 Feb 2022         | 1,006   | 34.1%                       | 42.4%         | 3.2%          | 6.6%          | 13.7% |       |      |  |      |
| Real Research Korea | 18-20 Feb 2022         | 1,001   | 40.6%                       | 43.4%         | 4.0%          | 6.9%          | 5.1%  |       |      |  |      |
| Jowon C&I | 18-19 Feb 2022         | 1,001   | 39.9%                       | 44.7%         | 2.7%          | 7.5%          | 5.2%  |       |      |  |      |
| KSOI | 18-19 Feb 2022         | 1,002   | 43.7%                       | 42.2%         | 2.7%          | 5.8%          | 5.4%  |       |      |  |      |
| R&R | 18-19 Feb 2022         | 1,006   | 36.4%                       | 43.3%         | 2.7%          | 9.9%          | 7.7%  |       |      |  |      |
| Hankook Research | 18-19 Feb 2022         | 1,012   | 36.9%                       | 42.4%         | 2.3%          | 7.1%          | 11.3% |       |      |  |      |
| Kantar Korea | 18-19 Feb 2022         | 1,012   | 32.2%                       | 41.3%         | 3.3%          | 6.9%          | 14.8% |       |      |  |      |
| PNR | 18-19 Feb 2022         | 2,015   | 39.8%                       | 47.6%         | 2.2%          | 7.0%          | 3.3%  |       |      |  |      |
| Southern Post | 18-19 Feb 2022         | 1,001   | 31.4%                       | 40.2%         | 4.4%          | 8.2%          | 15.8% |       |      |  |      |
| RealMeter | 13-18 Feb 2022         | 3,043   | 38.7%                       | 42.9%         | 3.2%          | 8.3%          | 6.8%  |       |      |  |      |
| Inner Tech Systems | 18 Feb 2022            | 1,014   | 39.7%                       | 46.1%         | 4.2%          | 5.7%          | 4.4%  |       |      |  |      |
| PNR | 16-17 Feb 2022         | 1,004   | 39.9%                       | 44.6%         | 1.9%          | 7.9%          | 5.7%  |       |      |  |      |
| Gallup Korea | 15-17 Feb 2022         | 1,007   | 34.0%                       | 41.0%         | 4.0%          | 11.0%         | 10.0% |       |      |  |      |
| Research View | 15-17 Feb 2022         | 1,000   | 39.0%                       | 48.0%         | 3.0%          | 7.0%          | 3.0%  |       |      |  |      |
| Ipsos Korea Research Hankook | 15-16 Feb 2022         | 2,006   | 35.2%                       | 39.2%         | 3.7%          | 8.1%          | 13.8% |       |      |  |      |
| Media Research | 15-16 Feb 2022         | 1,000   | 40.4%                       | 43.6%         | 3.0%          | 5.9%          | 7.1%  |       |      |  |      |
| Real Research Korea | 14-16 Feb 2022         | 1,006   | 39.0%                       | 45.3%         | 3.7%          | 8.2%          | 3.8%  |       |      |  |      |
| National Barometer Survey | 14-16 Feb 2022         | 1,012   | 31.0%                       | 40.0%         | 2.0%          | 8.0%          | 19.0% |       |      |  |      |
| El 15 de febrero de 2022 inicia la campaña electoral, luego de la publicación de la lista oficial de candidatos                                                 |                        |         |                             |               |               |               |       |       |      |  |      |
| Hangil Research | 12-14 Feb 2022         | 1,009   | 41.9%                       | 42.4%         | 2.0%          | 7.2%          | 6.6%  |       |      |  |      |
| ARC | 13 Feb 2022            | 1,001   | 36.9%                       | 48.7%         | 2.0%          | 7.2%          | 5.1%  |       |      |  |      |
| Mediatomato | 12-13 Feb 2022         | 1,046   | 40.2%                       | 43.2%         | 3.0%          | 8.3%          | 1.9%  |       |      |  |      |
| Kantar Korea | 12-13 Feb 2022         | 1,010   | 33.2%                       | 38.8%         | 3.1%          | 8.4%          | 16.5% |       |      |  |      |
| PNR | 12-13 Feb 2022         | 1,000   | 38.7%                       | 45.6%         | 2.5%          | 6.3%          | 6.8%  |       |      |  |      |
| KIR | 12 Feb 2022            | 1,006   | 39.4%                       | 44.3%         | 3.9%          | 6.1%          | 6.3%  |       |      |  |      |
| Southern Post | 12 Feb 2022            | 1,015   | 35.0%                       | 35.5%         | 3.0%          | 7.2%          | 19.3% |       |      |  |      |
| Opinion Research Justice | 11-12 Feb 2022         | 1,000   | 38.2%                       | 46.6%         | 1.7%          | 6.9%          | 6.6%  |       |      |  |      |
| Opinion Research Justice | 11-12 Feb 2022         | 1,000   | 36.6%                       | 47.5%         | 1.8%          | 7.7%          | 6.5%  |       |      |  |      |
| KSOI | 11-12 Feb 2022         | 1,005   | 40.4%                       | 43.5%         | 3.5%          | 7.8%          | 4.9%  |       |      |  |      |
| PNR | 9-10 Feb 2022          | 1,018   | 38.0%                       | 44.9%         | 2.8%          | 8.7%          | 5.5%  |       |      |  |      |
| Research View | 9-10 Feb 2022          | 1,000   | 36.0%                       | 48.0%         | 3.0%          | 8.0%          | 5.0%  |       |      |  |      |
| Gallup Korea | 8-10 Feb 2022          | 1,001   | 36.0%                       | 37.0%         | 3.0%          | 13.0%         | 11.0% |       |      |  |      |
| Media Research | 8-9 Feb 2022           | 1,000   | 39.0%                       | 44.3%         | 2.8%          | 6.7%          | 7.2%  |       |      |  |      |
| Kantar Korea | 8-9 Feb 2022           | 1,008   | 31.3%                       | 41.2%         | 3.9%          | 8.9%          | 12.6% |       |      |  |      |
| Hankook Research | 7-9 Feb 2022           | 1,000   | 34.0%                       | 37.7%         | 3.0%          | 9.0%          | 16.2% |       |      |  |      |
| National Barometer Survey | 7-9 Feb 2022           | 1,007   | 35.0%                       | 35.0%         | 4.0%          | 9.0%          | 16.0% |       |      |  |      |
| Next Research | 7-8 Feb 2022           | 1,001   | 31.6%                       | 36.1%         | 3.0%          | 10.0%         | 19.2% |       |      |  |      |
| Gallup | 7-8 Feb 2022           | 1,007   | 36.9%                       | 40.1%         | 3.9%          | 10.0%         | 9.1%  |       |      |  |      |
| KRi | 5-6 Feb 2022           | 1,012   | 35.3%                       | 37.1%         | 3.5%          | 11.9%         | 12.3% |       |      |  |      |
| Mediatomato | 5-6 Feb 2022           | 1,017   | 36.8%                       | 44.9%         | 3.0%          | 8.6%          | 3.5%  |       |      |  |      |
| KIR | 5 Feb 2022             | 1,006   | 35.6%                       | 46.5%         | 2.6%          | 7.9%          | 3.2%  |       |      |  |      |
| Embrain Public | 4-5 Feb 2022           | 1,005   | 38.1%                       | 36.2%         | 4.2%          | 11.7%         | 9.4%  |       |      |  |      |
| Opinion Research Justice | 4-5 Feb 2022           | 1,000   | 36.3%                       | 44.6%         | 3.2%          | 7.4%          | -     |       |      |  |      |
| PNR | 4-5 Feb 2022           | 2,001   | 37.7%                       | 48.0%         | 3.0%          | 7.7%          | 3.7%  |       |      |  |      |
| KSOI | 3-4 Feb 2022           | 1,006   | 35.1%                       | 37.2%         | 2.2%          | 8.4%          | 17.1% |       |      |  |      |
| Realmeter | 2-4 Feb 2022           | 1,509   | 38.1%                       | 43.4%         | 2.5%          | 7.5%          | 8.4%  |       |      |  |      |
| PNR | 2-3 Feb 2022           | 2,001   | 38.0%                       | 44.3%         | 2.9%          | 7.4%          | 7.3%  |       |      |  |      |
| Hangil | 2 Feb 2022             | 1,012   | 40.4%                       | 38.5%         | 3.3%          | 8.2%          | 9.5%  |       |      |  |      |
| Research View | 1-3 Feb 2022           | 1,000   | 38.0%                       | 46.0%         | 3.0%          | 8.0%          | 3.0%  |       |      |  |      |
| Opinion Research Justice | 29 Ene 2022            | 1,002   | 38.1%                       | 43.5%         | 2.8%          | 7.8%          | 7.1%  |       |      |  |      |
| PNR | 28-29 Ene 2022         | 2,001   | 39.7%                       | 45.1%         | 2.6%          | 8.3%          | 4.4%  |       |      |  |      |
| Korea research | 26-27 Ene 2022         | 1,002   | 32.9%                       | 41.1%         | 3.1%          | 10.5%         | 11.9% |       |      |  |      |
| KIR | 26 Ene 2022            | 1,005   | 35.6%                       | 42.4%         | 3.1%          | 8.8%          | 10.2% |       |      |  |      |
| Embrain Public | 24-25 Ene 2022         | 1,001   | 33.5%                       | 35.9%         | 3.2%          | 12.0%         | 15.4% |       |      |  |      |
| RealMeter | 17-21 Ene 2022         | 3,031   | 36.8%                       | 42.0%         | 2.5%          | 10.0%         | 8.7%  |       |      |  |      |
| Gallup Korea | 18-20 Ene 2022         | 1,002   | 34.0%                       | 33.0%         | 3.0%          | 17.0%         | 13.0% |       |      |  |      |
| Global Research | 16-17 Ene 2022         | 1,020   | 34.6%                       | 32.9%         | 3.3%          | 14.0%         | 15.2% |       |      |  |      |
| PNR | 14-15 Ene 2022         | 1,000   | 33.8%                       | 44.8%         | 3.0%          | 11.7%         | 6.7%  |       |      |  |      |
| RealMeter | 9-14 Ene 2022          | 3,031   | 36.7%                       | 40.6%         | 2.0%          | 12.9%         | 7.8%  |       |      |  |      |
| Gallup Korea | 11-13 Ene 2022         | 1,001   | 37.0%                       | 31.0%         | 3.0%          | 17.0%         | 12.0% |       |      |  |      |
| KSOI | 7-8 Ene 2022           | 1,000   | 37.6%                       | 35.2%         | 2.3%          | 15.1%         | 9.8%  |       |      |  |      |
| KRI | 7-8 Ene 2022           | 1,003   | 37.1%                       | 30.5%         | 4.0%          | 13.6%         | 14.8% |       |      |  |      |
| PNR | 7-8 Ene 2022           | 1,001   | 38.5%                       | 37.7%         | 2.9%          | 13.4%         | 7.5%  |       |      |  |      |
| Southern Post | 7-8 Ene 2022           | 1,002   | 34.1%                       | 26.4%         | 3.1%          | 12.8%         | 23.6% |       |      |  |      |
| RealMeter | 2-7 Ene 2022           | 3,042   | 40.1%                       | 34.1%         | 2.8%          | 11.1%         | 11.9% |       |      |  |      |
| Gallup Korea | 6 Ene 2022             | 1,002   | 36.0%                       | 26.0%         | 5.0%          | 15.0%         | 18.0% |       |      |  |      |
| Global research | 5-6 Ene 2022           | 1,006   | 38.0%                       | 25.1%         | 3.0%          | 12.0%         | 21.9% |       |      |  |      |
| Research View | 4-6 Ene 2022           | 1,000   | 41.0%                       | 38.0%         | 3.0%          | 13.0%         | 6.0%  |       |      |  |      |
| Gallup Korea | 5 Ene 2022             | 1,001   | 37.6%                       | 29.2%         | 3.6%          | 12.9%         | 16.7% |       |      |  |      |
| GGilbo | 5 Ene 2022             | 1,000   | 36.0%                       | 28.0%         | 2.0%          | 12.0%         | 22.0% |       |      |  |      |
| R&S Research | 4-5 Ene 2022           | 1,003   | 38.5%                       | 34.2%         | 3.3%          | 12.2%         | 11.8% |       |      |  |      |
| Media Research | 4-5 Ene 2022           | 1,001   | 40.3%                       | 37.0%         | 3.6%          | 9.2%          | 9.9%  |       |      |  |      |
| Korea research | 3-4 Ene 2022           | 1,000   | 39.1%                       | 26.0%         | 3.1%          | 10.6%         | 22.2% |       |      |  |      |
| Korea Information Research | 2 Ene 2022             | 1,003   | 37.7%                       | 37.1%         | 3.9%          | 10.6%         | 11.7% |       |      |  |      |
| Global research | 1-2 Ene 2022           | 1,012   | 37.0%                       | 28.1%         | 3.2%          | 9.1%          | 22.6% |       |      |  |      |
| Choson | 1 Ene 2022             | 1,013   | 35.5%                       | 30.9%         | 4.1%          | 10.3%         | 14.4% |       |      |  |      |
| KSOI | 31 Dic 2021-1 Ene 2022 | 1,000   | 41.0%                       | 37.1%         | 2.2%          | 9.2%          | 10.5% |       |      |  |      |
| The poll gongjung | 31 Dic 2021-1 Ene 2022 | 1,000   | 39.9%                       | 36.8%         | 2.3%          | 8.0%          | 13.0% |       |      |  |      |
| Mudeung Daily | 31 Dic 2021-1 Ene 2022 | 1,000   | 44.1%                       | 35.6%         | 3.8%          | 7.7%          | 8.8%  |       |      |  |      |
| PNR | 31 Dic 2021-1 Ene 2022 | 1,002   | 40.5%                       | 40.9%         | 1.8%          | 8.5%          | 8.3%  |       |      |  |      |
| R&R | 30 Dic 2021-1 Ene 2022 | 1,012   | 39.9%                       | 30.2%         | 4.3%          | 8.6%          | 17.0% |       |      |  |      |
| NR | 30-31 Dic 2021         | 1,003   | 34.9%                       | 26.0%         | 2.6%          | 7.8%          | 28.7% |       |      |  |      |
| KRI | 29-31 Dic 2021         | 1,007   | 38.5%                       | 28.4%         | 4.0%          | 8.4%          | 20.7% |       |      |  |      |
| Korea research | 29-31 Dic 2022         | 1,000   | 39.3%                       | 27.3%         | 3.2%          | 8.1%          | 22.1% |       |      |  |      |
| Korea research | 29-30 Dic 2021         | 1,005   | 34.3%                       | 28.7%         | 4.5%          | 9.0%          | 23.5% |       |      |  |      |
| ARC | 29 Dic 2021            | 1,001   | 41.5%                       | 38.8%         | 2.0%          | 6.7%          | 10.9% |       |      |  |      |
| Gallup | 27-28 Dic 2021         | 1,008   | 36.8%                       | 30.8%         | 6.6%          | 9.3%          | 10.3% |       |      |  |      |
| KSOI | 27-28 Dic 2021         | 1,002   | 42.9%                       | 37.8%         | 3.3%          | 4.4%          | 11.5% |       |      |  |      |
| Mediatomato | 25-26 Dic 2021         | 1,014   | 40.1%                       | 33.9%         | 4.5%          | 6.6%          | 15.0% |       |      |  |      |
| The poll gongjung | 24-25 Dic 2021         | 1,000   | 39.1%                       | 37.5%         | 2.1%          | 6.5%          | 14.7% |       |      |  |      |
| PNR | 24-25 Dic 2021         | 1,000   | 40.4%                       | 41.1%         | 2.8%          | 5.7%          | 10.1% |       |      |  |      |
| KSOI | 24-25 Dic 2021         | 1,000   | 37.6%                       | 35.8%         | 3.5%          | 7.3%          | 15.8% |       |      |  |      |
| SP | 24-25 Dic 2021         | 1,010   | 36.6%                       | 27.7%         | 3.9%          | 4.1%          | 24.7% |       |      |  |      |
| Media research | 23-24 Dic 2021         | 1,006   | 42.8%                       | 35.5%         | 3.3%          | 5.7%          | 12.7% |       |      |  |      |
| KED | 23-24 Dic 2021         | 1,004   | 37.8%                       | 37.5%         | 5.1%          | 8.4%          | 11.2% |       |      |  |      |
| Realmeter | 20-21 Dic 2021         | 1,027   | 37.0%                       | 40.1%         | 3.6%          | 4.2%          | 15.1% |       |      |  |      |
| KSOI | 20 Dic 2021            | 1,008   | 40.3%                       | 37.4%         | 4.2%          | 4.6%          | 13.4% |       |      |  |      |
| Realmeter | 19-24 Dic 2021         | 3,090   | 39.7%                       | 40.4%         | 2.9%          | 5.6%          | 11.4% |       |      |  |      |
| NewsSCJ | 14 Dic 2021            | 1,022   | 35.2%                       | 44.9%         | 4.4%          | 3.9%          | 11.6% |       |      |  |      |
| IMNews | 14 Dic 2021            | 1,007   | 34.5%                       | 38.7%         | 4.5%          | 5.9%          | 16.4% |       |      |  |      |
| The Watch | 7-8 Dic 2021           | 1,028   | 35.5%                       | 37.4%         | 6.7%          | 4.1%          | 12.7% |       |      |  |      |
| MoneyToday | 6-7 Dic 2021           | 1,006   | 36.3%                       | 36.4%         | 3.5%          | 6.5%          | 17.4% |       |      |  |      |
| PNR | 3-4 Dic 2021           | 1,004   | 38.5%                       | 42.6%         | 3.8%          | 2.9%          | 12.1% |       |      |  |      |
| KSOI | 2-3 Dic 2021           | 1,007   | 37.9%                       | 41.2%         | 4.1%          | 3.2%          | 13.7% |       |      |  |      |
| ChannelA | 1 Dic 2021             | 1,008   | 35.5%                       | 34.6%         | 4.9%          | 6.0%          | 19.0% |       |      |  |      |
| Hani | 29 Nov 2021            | 1,000   | 35.1%                       | 43.7%         | 3.0%          | 4.3%          | 13.1% |       |      |  |      |
| GET | 23 Nov 2021            | 1,008   | 36.1%                       | 44.5%         | 3.5%          | 3.5%          | 3.6%  |       |      |  |      |
| Hani | 24 Nov 2021            | 1,000   | 39.5%                       | 40.0%         | 4.5%          | 4.0%          | 11.9% |       |      |  |      |
| Money Today | 22-23 Nov 2021         | 1,011   | 37.1%                       | 38.4%         | 3.0%          | 5.5%          | 16.0% |       |      |  |      |
| PNR | 19-20 Nov 2021         | 1,007   | 36.7%                       | 46.5%         | 3.0%          | 2.6%          | 11.1% |       |      |  |      |
| Chosun Ilbo | 16-18 Nov 2021         | 1,000   | 31.0%                       | 42.0%         | 5.0%          | 7.0%          | 15.0% |       |      |  |      |
| ARC | 10-11 Nov 2021         | 1,006   | 34.6%                       | 47.4%         | 2.1%          | 3.7%          | 12.4% |       |      |  |      |
| SIB | 10-11 Nov 2021         | 1,006   | 31.3%                       | 44.1%         | 3.7%          | 6.4%          | 14.5% |       |      |  |      |
| Realmeter | 9-10 Nov 2021          | 810     | 35.4%                       | 45.0%         | 4.4%          | 5.7%          | 9.5%  |       |      |  |      |
| PNR | 5-6 Nov 2021           | 1,009   | 31.2%                       | 43.0%         | 3.7%          | 4.7%          | 17.3% |       |      |  |      |
| KSOI | 5-6 Nov 2021           | 1,005   | 30.3%                       | 45.8%         | 3.2%          | 4.7%          | 15.9% |       |      |  |      |

### Antes de la inscripción de los candidatos
| Encuestadora                 | Fecha             | Muestra | Demócratas                | Demócratas   | Demócratas | Demócratas     | Demócratas    | Poder Popular  | Poder Popular  | Poder Popular | Poder Popular | Partido Popular | Otros |     |    |    |    |
| Encuestadora                 | Fecha             | Muestra | Lee Jae-myung             | Lee Nak-yeon | Choo Mi-ae | Chung Sye-kyun | Park Yong-jin | Yoon Seok-youl | Choi Jae-hyung | Hong Jun-pyo  | Yoo Seung-min | Ahn Cheol-soo   | Otros |     |    |    |    |
| ---------------------------- | ----------------- | ------- | ------------------------- | ------------ | ---------- | -------------- | ------------- | -------------- | -------------- | ------------- | ------------- | --------------- | ----- | --- | -- | -- | -- |
| Encuestadora                 | Fecha             | Muestra | National Barometer Survey | 4-6 Oct 2021 | 1,006      | 26%            | 11%           | 1%             |                | 0%            | 17%           | 1%              | Otros | 15% | 2% | 2% | 3% |
| Korea Research International | 25-26 Sep 2021    | 1,001   | 27.8%                     | 11.7%        | 1.8%       |                | 0.5%          | 17.2%          | 1.1%           | 16.3%         | 2.9%          | 0.9%            | 3.9%  |     |    |    |    |
| KSOI                         | 17-18 Sep 2021    | 1,004   | 23.6%                     | 13.7%        | 2.9%       | -              | 0.8%          | 28.8%          | 1.6%           | 15.4%         | 2.9%          | 2.4%            | 3.4%  |     |    |    |    |
| National Barometer Survey    | 13-15 Sep 2021    | 1,007   | 28%                       | 11%          | 2%         |                | 0%            | 20%            | 1%             | 14%           | 2%            | 2%              | 3%    |     |    |    |    |
| KSOI                         | 3-4 Sep 2021      | 1,003   | 28.0%                     | 11.7%        | 2.5%       | -              | 0.8%          | 26.4%          | 4.1%           | 13.6%         | 3.7%          | 1.6%            | 2.5%  |     |    |    |    |
| Gallup Korea                 | 31 Ago-2 Sep 2021 | 1,000   | 24%                       | 8%           | 1%         | 1%             | -             | 19%            | 2%             | 6%            | 2%            | 2%              | 3%    |     |    |    |    |
| National Barometer Survey    | 30 Ago-1 Sep 2021 | 1,012   | 25%                       | 10%          | 2%         | 1%             | 1%            | 19%            | 2%             | 10%           | 2%            | 3%              | 4%    |     |    |    |    |
| KSOI                         | 27–28 Ago 2021    | 1,015   | 29.1%                     | 13.6%        | 3.0%       | -              | 0.7%          | 27.4%          | 2.3%           | 9.4%          | 3.4%          | 2.6%            | 3.4%  |     |    |    |    |
| RnSearch                     | 25-26 Ago 2021    | 1,010   | 27.2%                     | 15.1%        | 1.8%       | 1.8%           | 0.6%          | 26.8%          | 3.7%           | 8.2%          | 3.2%          | 2.3%            | 3.2%  |     |    |    |    |
| National Barometer Survey    | 23-25 Ago 2021    | 1,004   | 26%                       | 9%           | 1%         | 1%             | 0%            | 20%            | 2%             | 7%            | 2%            | 3%              | 5%    |     |    |    |    |
| Realmeter                    | 21-22 Ago 2021    | 1,004   | 27.7%                     | 14.1%        | 2.9%       | 2.2%           | 0.3%          | 30.4%          | 5.0%           | 6.8%          | 2.6%          | 1.5%            | 3.3%  |     |    |    |    |
| KSOI                         | 20–21 Ago 2021    | 1,007   | 26.8%                     | 12.4%        | 3.3%       | 0%             | 0.4%          | 29.8%          | 5.1%           | 8.4%          | 3.6%          | 1.5%            | 4.1%  |     |    |    |    |
| National Barometer Survey    | 16-18 Ago 2021    | 1,010   | 26%                       | 10%          | 2%         | 1%             | 0%            | 19%            | 3%             | 4%            | 2%            | 3%              | 3%    |     |    |    |    |
| Korea Research International | 16-17 Ago 2021    | 1,002   | 29.8%                     | 10.6%        | 1.4%       | 1.0%           | 0.5%          | 19.5%          | 3.9%           | 5.3%          | 2.8%          | 2.8%            | 3.9%  |     |    |    |    |
| Next Research                | 13–14 Ago 2021    | 1,004   | 23.2%                     | 10.6%        | 2.7%       | 1.0%           | 0.3%          | 21.7%          | 3.2%           | 7.0%          | 2.3%          | 2.5%            | 3.2%  |     |    |    |    |
| KSOI                         | 13-14 Ago 2021    | 1,007   | 26.2%                     | 12.9%        | 4.0%       | 1.8%           | 0.8%          | 30.6%          | 0%             | 7.3%          | 3.4%          | 2.4%            | 5.2%  |     |    |    |    |
| Hankook Research             | 12–14 Ago 2021    | 1,000   | 25.6%                     | 11.0%        | 2.1%       | 0.9%           | 0.4%          | 18.1%          | 4.4%           | 4.8%          | 2.3%          | 2.4%            | 5.8%  |     |    |    |    |
| Media Research               | 11–12 Ago 2021    | 1,000   | 26.6%                     | 17.0%        | 3.5%       | 1.7%           | 0.4%          | 26.4%          | 5.6%           | 4.6%          | 2.8%          | 1.9%            | 4%    |     |    |    |    |
| National Barometer Survey    | 9-11 Ago 2021     | 1,017   | 23%                       | 12%          | 2%         | 1%             | 0%            | 19%            | 3%             | 5%            | 2%            | 3%              | 2%    |     |    |    |    |
| Realmeter                    | 9-10 Ago 2021     | 2,031   | 25.9%                     | 12.9%        | 2.9%       | 2.1%           | 1.1%          | 26.3%          | 6.1%           | 5.4%          | 2.4%          | 2.3%            | 7.6%  |     |    |    |    |
| KSOI                         | 6–7 Ago 2021      | 1,004   | 28.4%                     | 16.2%        | 3.2%       | 1.3%           | 0.3%          | 28.3%          | 6.1%           | 4.2%          | 3.5%          | 2.5%            | 2.0%  |     |    |    |    |
| Gallup Korea                 | 3–5 Ago 2021      | 1,001   | 25%                       | 11%          | 1%         | 1%             | -             | 19%            | 4%             | 2%            | -             | 1%              | 3%    |     |    |    |    |
| National Barometer Survey    | 2-4 Ago 2021      | 1,003   | 28%                       | 10%          | 2%         | 1%             | 0%            | 22%            | 3%             | 4%            | 1%            | 2%              | 4%    |     |    |    |    |
| KSOI                         | 30–31 Jul 2021    | 1,013   | 27.4%                     | 16.0%        | 3.9%       | 1.2%           | 0.7%          | 32.3%          | 5.8%           | 4.1%          | 2.4%          | 2.2%            | 1.6%  |     |    |    |    |
| National Barometer Survey    | 26-28 Jul 2021    | 1,003   | 25%                       | 12%          | 1%         | 1%             | 0%            | 19%            | 3%             | 3%            | 2%            | 1%              | 2%    |     |    |    |    |
| Hangil Research              | 24–26 Jul 2021    | 1,006   | 23.7%                     | 15.8%        | 5.2%       | -              | -             | 29.8%          | -              | 4.4%          | 3.5%          | -               | 6.7%  |     |    |    |    |
| WinG Korea                   | 24–25 Jul 2021    | 1,008   | 28.6%                     | 16.9%        | 3.4%       | 2.4%           | 0.9%          | 24.3%          | 5.9%           | 5%            | 2.6%          | 2%              | 3.5%  |     |    |    |    |
| KSOI                         | 23–24 Jul 2021    | 1,006   | 26%                       | 18.2%        | 2.5%       | 2.3%           | 0.8%          | 26.9%          | 8.1%           | 4.7%          | 2.8%          | 2%              | 2.3%  |     |    |    |    |
| National Barometer Survey    | 19–21 Jul 2021    | 1,005   | 27%                       | 14%          | 2%         | 1%             | 0%            | 19%            | 3%             | 4%            | 2%            | 3%              | 4%    |     |    |    |    |
| KRi                          | 17–18 Jul 2021    | 1,015   | 27.1%                     | 14.6%        | 2.9%       | 1.3%           |               | 19.7%          | 4.8%           | 3.9%          | 1.1%          | 2.8%            | 5.5%  |     |    |    |    |
| Realmeter                    | 17–18 Jul 2021    | 1,000   | 23.8%                     | 20.1%        | 4.5%       | 6.4%           | 0.9%          | 22%            | 6%             | 4.6%          | 2%            | 1.7%            | 5.5%  |     |    |    |    |
| KSOI                         | 16–17 Jul 2021    | 1,013   | 25.4%                     | 19.3%        | 3.4%       | -              | 0.9%          | 30.3%          | 5.6%           | 3.3%          | 2.3%          | 2.2%            | 2.3%  |     |    |    |    |
| National Barometer Survey    | 12–14 Jul 2021    | 1,016   | 26%                       | 14%          | 3%         | 1%             | 0%            | 20%            | 3%             | 4%            | 2%            | 2%              | 4%    |     |    |    |    |
| HRI                          | 12–14 Jul 2021    | 1,208   | 27.2%                     | 16%          | 2.9%       | 2.6%           | -             | 26.8%          | 5.1%           | 4%            | 3.1%          | 2%              | 0.3%  |     |    |    |    |
| NEXT                         | 12–13 Jul 2021    | 1,001   | 25.1%                     | 12%          | 3.8%       | 1.4%           | -             | 24.5%          | 3.2%           | 4.2%          | 1.9%          | 2.2%            |       |     |    |    |    |
| Jowon C&I                    | 10–12 Jul 2021    | 1,000   | 27.4%                     | 16.4%        | 5%         | 2.8%           | 1.1%          | 28.9%          | 3.6%           | 4.8%          | 2.6%          | 2.7%            | 1.9%  |     |    |    |    |
| WinG Korea                   | 10–11 Jul 2021    | 1,011   | 25.8%                     | 16.4%        | 4.7%       | 3%             | 1.3%          | 26.4%          | 4.1%           | 4.8%          | 3.2%          | 2.1%            | 2.9%  |     |    |    |    |
| KSOI                         | 9–10 Jul 2021     | 1,014   | 26.9%                     | 18.1%        | 4.2%       | 1.7%           | -             | 29.9%          | 2.5%           | 4.1%          | 4.5%          | 2.1%            | 1.9%  |     |    |    |    |
| KSOI                         | 6-8 Jul 2021      | 1,400   | 28.4%                     | 16.2%        | 3.2%       | 1.3%           | 0.3%          | 28.3%          | 6.1%           | 4.2%          | 3.5%          | 2.5%            | 2.0%  |     |    |    |    |
| National Barometer Survey    | 5–7 Jul 2021      | 1,005   | 27%                       | 10%          | 2%         | 2%             | 0%            | 21%            | -              | 4%            | 2%            | 2%              | 4%    |     |    |    |    |
| KIR                          | 5 Jul 2021        | 1,012   | 29%                       | 11.8%        | 3.7%       | 2.4%           | 0.5%          | 31.6%          | 2.4%           | 4.1%          | 2.6%          | 2.4%            | 4.5%  |     |    |    |    |
| Realmeter                    | 3–4 Jul 2021      | 1,015   | 26.3%                     | 12.5%        | 6.4%       | 1.7%           | 0.4%          | 33.9%          | 2.5%           | 4.7%          | 2.3%          | 1.8%            | 4.4%  |     |    |    |    |
| PNR                          | 3 Jul 2021        | 1,001   | 26.2%                     | 13.7%        | 4.1%       | 3.2%           | 0.8%          | 36.1%          | 2.5%           | 4.6%          | 2.5%          | 3.1%            | 3.1%  |     |    |    |    |
| KSOI                         | 2–3 Jul 2021      | 1,002   | 30.3%                     | 12.2%        | 3.9%       | 2.6%           | 0.5%          | 31.4%          | 3.2%           | 3.9%          | 2.3%          | 3.1%            | 1.3%  |     |    |    |    |
| Global Research              | 30 Jun–2 Jul 2021 | 1,000   | 26.5%                     | 9.4%         | 2.4%       | 1.8%           | 0.4%          | 25%            | 2.4%           | 3.6%          | 2.9%          | 1.8%            | 2.3%  |     |    |    |    |
| Gallup Korea                 | 29 Jun–1 Jul 2021 | 1,000   | 24%                       | 6%           | 2%         | 2%             | -             | 25%            | 2%             | 2%            | -             | 1%              | 3%    |     |    |    |    |
| National Barometer Survey    | 28–30 Jun 2021    | 1,007   | 27%                       | 9%           | 3%         | 1%             | 1%            | 21%            | -              | 3%            | 2%            | 3%              | 6%    |     |    |    |    |
| Jowon C&I                    | 27–29 Jun 2021    | 1,046   | 23.7%                     | 8.4%         | 4.8%       | 3.4%           | 1.3%          | 34.3%          | 5.6%           | 6.1%          | 2.7%          | 3.9%            | 2.4%  |     |    |    |    |
| WinG Korea                   | 26–27 Jun 2021    | 1,009   | 26.6%                     | 9.5%         | 5.1%       | 2.2%           | 0.9%          | 30.7%          | 3.3%           | 5.7%          | 4.1%          | 2.7%            | 3.5%  |     |    |    |    |
| PNR                          | 26 Jun 2021       | 1,002   | 25.5%                     | 13%          | 5.5%       | 2.6%           | 0.3%          | 32.7%          | 3.7%           | 6.1%          | 3.1%          | -               | 3.2%  |     |    |    |    |
| KSOI                         | 25–26 Jun 2021    | 1,004   | 28.4%                     | 11.5%        | 4.7%       | -              | 0.7%          | 32.4%          | -              | 6.4%          | 3.1%          | 2.1%            | 6%    |     |    |    |    |
| National Barometer Survey    | 21–23 Jun 2021    | 1,006   | 27%                       | 7%           | 2%         | 2%             | 0%            | 20%            | -              | 3%            | 1%            | 3%              | 4%    |     |    |    |    |
| Realmeter                    | 21–22 Jun 2021    | 2,014   | 22.8%                     | 8.4%         | 3.9%       | 3%             | 0.7%          | 32.3%          | 3.6%           | 4.1%          | 3%            | 2.6%            | 8.9%  |     |    |    |    |
| Realmeter                    | 19–20 Jun 2021    | 1,028   | 29.3%                     | 11.5%        | 3.9%       | 2.5%           | 0.6%          | 32%            | 3.7%           | 4.4%          | 2.4%          | 2.4%            | 2.1%  |     |    |    |    |
| PNR                          | 19 Jun 2021       | 1,003   | 27.2%                     | 13%          | -          | 4.7%           | -             | 33.9%          | 4.5%           | 4.3%          | -             | 3.1%            | 5.2%  |     |    |    |    |
| KSOI                         | 18–19 Jun 2021    | 1,004   | 25%                       | 12.2%        | 2.7%       | -              | 0.9%          | 38%            | -              | 4%            | 3.1%          | 1.7%            | 7.1%  |     |    |    |    |
| KIR                          | 18 Jun 2021       | 1,012   | 27.2%                     | 8.4%         | -          | 4%             | 0.8%          | 36.7%          | -              | 4.7%          | 2.6%          | 3.6%            | 6.7%  |     |    |    |    |
| National Barometer Survey    | 14–16 Jun 2021    | 1,004   | 25%                       | 7%           | 1%         | 1%             | 0%            | 24%            | -              | 2%            | 1%            | 3%              | 3%    |     |    |    |    |
| WinG Korea                   | 12–13 Jun 2021    | 1,017   | 28.3%                     | 10%          | -          | 2.1%           | 1.2%          | 33.3%          | 2.7%           | 3.9%          | 2.7%          | 3.2%            | 4.9%  |     |    |    |    |
| PNR                          | 12 Jun 2021       | 1,003   | 26.2%                     | 12.3%        | -          | 2.6%           | -             | 39.1%          | -              | 5.9%          | -             | 2.7%            | 5.2%  |     |    |    |    |
| KSOI                         | 11–12 Jun 2021    | 1,007   | 27.7%                     | 12.6%        | 2.2%       | 1.8%           | -             | 35.5%          | -              | 4.1%          | 1.4%          | 2.6%            | 6.8%  |     |    |    |    |
| National Barometer Survey    | 7–9 Jun 2021      | 1,010   | 24%                       | 7%           | 1%         | 2%             | 0%            | 24%            | -              | 3%            | 2%            | 3%              | 3%    |     |    |    |    |
| KSOI                         | 5–6 Jun 2021      | 1,009   | 26.1%                     | 10.2%        | 4%         | 3.5%           | -             | 31.1%          | -              | 3.5%          | 3%            | 2.5%            | 6.8%  |     |    |    |    |
| PNR                          | 5 Jun 2021        | 1,002   | 25.7%                     | 13.8%        | -          | 3.7%           | -             | 35.7%          | -              | 5.4%          | 4.1%          | 2.5%            | 5.6%  |     |    |    |    |
| Gallup Korea                 | 1–3 Jun 2021      | 1,002   | 24%                       | 5%           | -          | 1%             | -             | 21%            | -              | 2%            | -             | 3%              | 11%   |     |    |    |    |
| National Barometer Survey    | 31 May–2 Jun 2021 | 1,008   | 28%                       | 9%           | 1%         | 2%             | 0%            | 20%            | -              | 3%            | 1%            | 3%              | 5%    |     |    |    |    |
| Jowon C&I                    | 30 May–1 Jun 2021 | 1,003   | 26.4%                     | 11.3%        | -          | 3%             | 0.5%          | 28.7%          | 3.9%           | 5.8%          | 2.1%          | 3.6%            | 11.4% |     |    |    |    |

### Posible escenario
| Encuesta                     | Fecha             | Muestra | Lee Jae-myung | Yoon Seok-youl | Otros |       |       |       |       |
| ---------------------------- | ----------------- | ------- | ------------- | -------------- | ----- | ----- | ----- | ----- | ----- |
| Encuesta                     | Fecha             | Muestra | RnSearch      | 3-4 Sep 2021   | Otros | 1,017 | 34.3% | 37.0% | 28.7% |
| National Barometer Survey    | 30 Aug-1 Sep 2021 | 1,012   | 42%           | 35%            | 23%   |       |       |       |       |
| RnSearch                     | 25-26 Ago 2021    | 1,010   | 34.1%         | 38.8%          | 27.0% |       |       |       |       |
| National Barometer Survey    | 23-25 Ago 2021    | 1,004   | 40%           | 34%            | 27%   |       |       |       |       |
| Realmeter                    | 23-24 Ago 2021    | 2,015   | 36.3%         | 42.5%          | 21.2% |       |       |       |       |
| Jowon C&I                    | 21-23 Ago 2021    | 1,004   | 35.6%         | 41.7%          | 22.6% |       |       |       |       |
| Hangil Research              | 21-23 Ago 2021    | 1,004   | 37.0%         | 42.6%          | 20.5% |       |       |       |       |
| Realmeter                    | 21-22 Ago 2021    | 1,004   | 39.4%         | 42.6%          | 18.0% |       |       |       |       |
| Gallup Korea                 | 17-19 Ago 2021    | 1,001   | 46%           | 34%            | 19%   |       |       |       |       |
| National Barometer Survey    | 16-18 Ago 2021    | 1,010   | 43%           | 35%            | 23%   |       |       |       |       |
| Korea Research International | 16-17 Ago 2021    | 1,002   | 44.7%         | 35.3%          | 19.9% |       |       |       |       |
| Next Research                | 13–14 A           | 1,004   | 36.9%         | 35.4%          | 27.6% |       |       |       |       |
| Hankook Research             | 12–14 Ago 2021    | 1,000   | 44.2%         | 36.9%          | 18.9% |       |       |       |       |
| National Barometer Survey    | 9-11 Ago 2021     | 1,017   | 41%           | 33%            | 27%   |       |       |       |       |
| PNR                          | 10 Ago 2021       | 1,011   | 35.4%         | 42.4%          | 22.2% |       |       |       |       |
| Realmeter                    | 9-10 Ago 2021     | 2,031   | 35.9%         | 42.1%          | 22.0% |       |       |       |       |
| Jowon C&I                    | 7-9 Ago 2021      | 1,003   | 38.1%         | 38.4%          | 23.6% |       |       |       |       |
| WinG Korea                   | 7-8 Ago 2021      | 1,006   | 41.8%         | 41.3%          | 16.9% |       |       |       |       |
| National Barometer Survey    | 2-4 Ago 2021      | 1,003   | 42%           | 35%            | 23%   |       |       |       |       |
| Jowon C&I                    | 1-3 Ago 2021      | 1,000   | 35.7%         | 42.5%          | 21.9% |       |       |       |       |
| Realmeter                    | 28-29 Jul 2021    | 1,003   | 36.1%         | 46.6%          | 17.3% |       |       |       |       |
| RnSearch                     | 26-28 Jul 2021    | 1,102   | 34.6%         | 38.3%          | 27.2% |       |       |       |       |
| Jowon C&I                    | 24–26 Jul 2021    | 1,001   | 38%           | 40.2%          | 21.8% |       |       |       |       |
| Hangil Research              | 24–26 Jul 2021    | 1,006   | 36.9%         | 41.1%          | 21.9% |       |       |       |       |
| National Barometer Survey    | 19–21 Jul 2021    | 1,003   | 46%           | 33%            | 20%   |       |       |       |       |
| KRi                          | 17–18 Jul 2021    | 1,015   | 43%           | 41%            | 16%   |       |       |       |       |
| Realmeter                    | 17–18 Jul 2021    | 1,000   | 44%           | 34.9%          | 18.6% |       |       |       |       |
| Realmeter                    | 12–14 Jul 2021    | 1,208   | 48.9%         | 43%            | 8.1%  |       |       |       |       |
| RnSearch                     | 12–14 Jul 2021    | 1,060   | 33.7%         | 37.9%          | 28.4% |       |       |       |       |
| Realmeter                    | 12–13 Jul 2021    | 2,036   | 38.6%         | 39.4%          | 22%   |       |       |       |       |
| NEXT                         | 12–13 Jul 2021    | 1,001   | 36.9%         | 34%            | 29.1% |       |       |       |       |
| Hangil Research              | 10–12 Jul 2021    | 1,001   | 43.9%         | 36%            | 20.1% |       |       |       |       |
| WinG Korea                   | 10–11 Jul 2021    | 1,011   | 41.5%         | 42.2%          | 16.3% |       |       |       |       |
| National Barometer Survey    | 5–7 Jul 2021      | 1,005   | 43%           | 33%            | 24%   |       |       |       |       |
| Realmeter                    | 3–4 Jul 2021      | 1,015   | 39.4%         | 43.6%          | 17%   |       |       |       |       |
| PNR                          | 3 Jul 2021        | 1,001   | 41.8%         | 49.8%          | 9.4%  |       |       |       |       |
| RnSearch                     | 28–30 Jun 2021    | 1,000   | 34.7%         | 41.4%          | 24.9% |       |       |       |       |
| Jowon C&I                    | 27–29 Jun 2021    | 1,000   | 33.1%         | 44.9%          | 22.1% |       |       |       |       |
| WinG Korea                   | 26–27 Jun 2021    | 1,009   | 40.5%         | 48.7%          | 10.8% |       |       |       |       |
| PNR                          | 26 Jun 2021       | 1,002   | 40.5%         | 50.5%          | 9%    |       |       |       |       |
| Realmeter                    | 21–22 Jun 2021    | 2,014   | 35.1%         | 47.7%          | 17.3% |       |       |       |       |

## Campaña

### Prioridades de la campaña
Según una encuesta de Gallup de enero de 2022, las principales prioridades que debería abordar el próximo presidente son solución de problemas inmobiliarios, la recuperación económica y la respuesta a la pandemia de COVID-19 en Corea del Sur.

### Campañas negativas e impopularidad de candidatos
Durante la campaña primaria, los observadores notaron que la campaña presidencial se estaba convirtiendo en la campaña más negativa en la historia reciente de Corea del Sur, ya que se describió que los candidatos estaban ocupados insultándose unos a otros y no compitiendo sobre la base de valores, plataformas o políticas.
Un comentario de Hankyoreh dijo que los candidatos del PPP como Yoo Seong-min, Won Hee-ryong y Choi Jae-hyung, y los del DPK como Lee Nak-yeon y Chung Sye-kyun tuvieron problemas en las primarias de sus respectivos partidos porque "eran demasiado élites y demasiado respetables". El comentario también atribuyó el éxito de Lee Jae-myung, el candidato demócrata, y Hong Joon-pyo y Yoon Suk-yeol en el lado del PPP debido a la "creciente tendencia a votar con el corazón en lugar del cerebro". Un artículo de Voz de América informó que los estándares editoriales laxos de los medios de comunicación de Corea del Sur fueron responsables de desempeñar un papel en permitir que se difundieran acusaciones sin fundamento. Este entorno, sumado con complicaciones por las redes sociales, que ha fracturado el panorama mediático y agudizado las divisiones políticas (polarización política) ha llevado a permitir que las voces más fuertes y divisivas emerjan en la cima (un ejemplo de tal fenómeno fue citado como la victoria de Donald Trump sobre Hillary Clinton, en la campaña electoral estadounidense de 2016).
En el mes de octubre del año 2021:
- Yoon Suk-yeol (PPP), además de sus controvertidos comentarios y de haber sido acusado de preparar cargos criminales premeditados contra figuras relacionadas con el gobierno de Moon en nombre de la oposición del PPP en 2020 como fiscal general, fue perseguido por acusaciones de confiar en el chamanismo y superstición. En un debate con los candidatos de las primarias, se vio obligado a negarse a reunirse con un médico religioso sin licencia especializado en acupuntura anal. Sin embargo, terminó defendiendo las enseñanzas de un místico que afirmaba que podía viajar entre dimensiones.
- Lee Jae-myung (DPK), en un debate primario a principios de 2021, el candidato del Partido Demócrata, quien presuntamente tuvo una relación extramatrimonial pasada con una conocida actriz que había descrito haber visto un lunar distintivo en sus genitales, se ofreció a bajarse los pantalones para refutar la acusación. Hacia el final de la campaña de las primarias, Lee se enfrentó a preguntas sobre si sabía o estaba involucrado en un escándalo de corrupción en bienes raíces que tuvo lugar durante su tiempo como alcalde de Seongnam y también a especulaciones sobre si obtuvo ciertos favores para ayudar a los involucrados a beneficiarse de la escándalo. También se informó que tenía antecedentes de conducción bajo los efectos del alcohol y uso de lenguaje abusivo.
- Hong Jun-pyo (PPP), se describió a sí mismo como un líder fuerte comparándose con el entonces presidente de los Estados Unidos, Donald Trump, y el presidente de China, Xi Jinping, y fue llamado "Hong Trump" debido a sus comentarios ofensivos. Fue criticado por escribir en un libro de 2005 que ayudó a su amigo a obtener un estimulante para cerdos para violar a una mujer en una cita cuando era un estudiante universitario de 18 años (esta controversia surgió por primera vez en su candidatura presidencial de 2017). En su campaña de 2017, dijo que lavar los platos en la casa era un trabajo de mujeres.

Se informó que los tres principales contendientes, Lee Jae-myung por el Partido Demócrata, Hong Jun-pyo y Yoon Suk-yeol por el Partido del Poder Popular, tenían índices de popularidad bajos según los índices de aprobación compilados por Gallup Korea. Lee, tiene un índice de aprobación de solo el 34%, mientras que el índice de aprobación de Yoon fue del 30% y el de Hong del 28%. Por el contrario, el presidente Moon Jae-in tuvo un índice de favorabilidad positivo del 47% cuando se postuló para las elecciones de 2017.
Una encuesta posterior en la segunda quincena de octubre mostró que la calificación de Lee cayó al 32%, mientras que la calificación de Yoon cayó al 28% (después de la controversia de Chun Doo-hwan) y se quedó atrás de Hong, quien obtuvo el 31%. La misma encuestadora reveló que a los candidatos de los partidos minoritarios les fue aún peor: Sim Sang-jung del Partido de la Justicia obtuvo un 24% de apoyo frente a un 62% de desaprobación y Ahn Cheol-soo, líder del Partido Popular, obtuvo un 19% de aprobación y un 72% de desaprobación. 
Sin embargo, en enero de 2022, una encuesta de Gallup mostró que las calificaciones de favorabilidad de Ahn Cheol-soo, Lee Jae-myung y Sim Sang-jung aumentaron al 38%, 36% y 30% respectivamente, mientras que la calificación de Yoon Suk-yeol cayó al 25%.

### Apoyo de feministas de izquierda a los conservadores
El 21 de diciembre de 2021, a pesar de que el candidato conservador del Partido del Poder Popular, Yoon Suk-yeol, es abiertamente antifeminista, dos famosas feministasactivistas de los derechos de las mujeres de izquierda se unieron al campo conservador. En particular recibió el apoyo de Shin Ji-ye, dos veces candidata a alcaldía de Seúl en 2018 por el Partido Verde y en 2021 como independiente. Shin declaró: «Yoon se comprometió a resolver la violencia contra las mujeres, abordar la crisis climática y crear una República de Corea que supere la división de) izquierda y derecha y avance, así que decidí participar». Mucha gente criticó este mensaje, incluyendo:
- Choi Hyun-sook, una activista de derechos humanos LGBT, dejó un comentario en la declaración de Facebook de Shin Ji-ye, diciendo: "Ella debe haber sido un ser tan humano".
- Ha Heon-ki, un portavoz juvenil del Partido Democrático de Corea, dijo en Facebook: «Terminé yendo al lugar que comenté como el partido de Hitler».
- Austin Bashore, amigo de Shin desde hace mucho tiempo y miembro del Partido Verde de los Estados Unidos, tuiteó: «Este no era nuestro plan, Nadie lo vio venir, ni siquiera sus amigos más cercanos y Conocí a Shin Ji-ye en su apartamento hace dos semanas. Compartimos un brunch de amistad. Como lo hacen los amigos, hablamos sobre política y ella dijo que no sabía a quién apoyar, así que sugerí, como lo hacen los amigos, apoyar al candidato del Partido Progresista, Kim Jae-yeon». También la llamó «oportunista», lo que comenzó a ser tendencia en Twitter coreano durante 6 horas el 21 de diciembre.[341]
- La Red Política de Mujeres Coreanas, en la que Shin ayudó a fundar, también dejó en claro que «la decisión de Shin no se discutió de antemano con la Red Política de Mujeres Coreanas y fue irrelevante para la decisión organizacional».
- Kim Min-jae, portavoz del grupo juvenil del partido Nueva Olo, comentó: «Es una apariencia oportunista apoderarse de intereses creados y completar el caos para acostarse con el enemigo para apoderarse de los votos».
- El portavoz del Partido de la Justicia, Kim Chang-in, comentó: «El cambio es extraño».
- Shin Ji-hye, representante permanente del Partido de la Renta Básica, instó al candidato Yoon Suk-yeol a revelar la visión nacional de lo que es, diciendo: «Detengan el espectáculo».
- El Partido Verde dejó un aviso diciendo que devolvería las donaciones que Shin Ji-ye recibió cuando se postuló para la alcaldía de Seúl en 2018 por del Partido Verde.

El 23 de diciembre, dos días después del apoyo de Shin Ji-ye, el líder del PPP Lee Jun-seok, quien tuvo un conflicto hace un año con Shin Ji-ye por la política de género, renunció a todos sus roles en la campaña presidencial y pidió que se revisara el comité de campaña.
El 3 de enero de 2022, después de solo 14 días, Shin Ji-ye renunció a su cargo de vicepresidenta del Comité de Políticas de Nueva Generación, citando conflictos con Lee Jun-seok y la caída en las encuestas de Yoon.
El 19 de enero de 2022, Lee Soo-jung, fue la última feminista en abandonar la campaña de Yoon. Lee renunció debido a los comentarios de la esposa de Yoon sobre el Movimiento Me Too en el que la esposa se burló de las víctimas de agresión sexual durante una entrevista telefónica de 8 horas con el programa de noticias de investigación Straight de la cadena de televisión MBC.

### Conflictos internos en el PPP
En enero, como resultado de los conflictos internos dentro del equipo de campaña de Yoon y la disputa con el líder del partido, Lee Jun-seok, el candidato por el partido Demócrata Lee Jae-myung revirtió la ventaja en las encuesta de Yoon y obtuvo una ventaja entre 6 a 10 puntos. El centrista Ahn Cheol-soo también subió, obteniendo entre el 10 a 15%. Una encuesta de Realmeter encargada por YTN con una muestra de 1,024 votantes entre las edades de 18 y 39 mostró que Yoon solo tenía un 18,4 por ciento de apoyo de los encuestados, detrás de Lee con un 33,4 por ciento y Ahn con un 19,1 por ciento, marcando una caída en el apoyo del grupo demográfico juvenil en contraste con el liderazgo que tenía cuando fue nominado para el PPP en este grupo demográfico crucial.
Yoon Suk-yeol luego disolvió su comité de campaña electoral, luego de semanas de disputas internas el 5 de enero de 2022. La campaña había obtenido el apoyo del exlíder del partido y activista veterano Kim Chong-in para que fuera el director de la campaña, antes de que se produjeran los conflictos internos y Yoon señaló que numerosos puestos de liderazgo, incluidos el jefe, los jefes de subcomités y los presidentes permanentes y los subcomités internos, retrasaron la decisión del proceso de creación, que fue una de las críticas de Lee Jun-seok a su campaña.
El 3 de enero de 2022, Kim, el máximo responsable del comité electoral, había hecho un anuncio de una revisión del comité sin informar a Yoon por adelantado. Como resultado, supuestamente Yoon despidió a Kim y reorganizó su equipo de campaña, mientras le pedía a Kim que continuara dando consejos. Sin embargo, Kim anunció que había renunciado el 5 de enero, incluso antes de que Yoon propusiera la disolución, lo que llevó a Yoon a nombrar al representante Kwon Yeong-se como su nuevo jefe de campaña.
Sin embargo, el 6 de enero, los miembros del PPP comenzaron a exigir que el presidente del partido renunciara porque estaba perjudicando las posibilidades del partido de ganar las elecciones, aunque la mayoría del público culpó a Yoon por el caos que envolvía su campaña. Sin embargo, al final del mismo día, Yoon y Lee llegaron a un acuerdo para dejar atrás su enemistad de larga data.

### Sim Sang-jung suspende actividades de campaña
El 12 de enero de 2022, la candidata del Partido de la Justicia, Sim Sang-jung, suspendió las actividades de campaña y se presentó en medio de bajos índices de audiencia, para elaborar planes de reforma. Un día después, su jefe de campaña y los miembros del comité electoral decidieron renunciar y el comité fue prácticamente disuelto, ya que los principales líderes de campaña presentaron sus renuncias.
El 19 de enero de 2022, Sim reanudó las apariciones de campaña con una visita a la oficina nacional del Partido Verde. Juntos, discutieron sus planes combinados para combatir el cambio climático y presionar por una ley contra la discriminación. Actualmente no existe ningún tipo de legislación contra la discriminación en la República de Corea.

### Accidentes de autobús de activistas de Ahn Cheol-soo
El 15 de febrero de 2022, el primer día legal de la campaña presidencial, dos miembros de la campaña presidencial del Partido Popular murieron en un aparente accidente con el autobús de campaña. El conductor del autobús y el presidente de la campaña de la ciudad de Nonsan murieron aparentemente por envenenamiento con monóxido de carbono dentro del autobús en la ciudad central de Cheonan alrededor de las 5:24 p. m. hora local. Una persona también fue trasladada de urgencia a un hospital local mientras estaba inconsciente. Ahn reaccionó y detuvo todas las apariciones programadas para el resto de la semana.

## Resultados

### Resultado nacional

Resultados por municipios

|  | Gráfico no disponible temporalmente debido a problemas técnicos. |

|  | 48.56 % |

|  | 47.79 % |

|  | 2.37 % |

|  | 0.83 % |

|  | 0.11 % |

|  | 0.07 % |

|  | 0.05 % |

|  | 0.05 % |

|  | 0.03 % |

|  | 0.02 % |

|  | 0.02 % |

|  | 0.01 % |

|  | 99.10 % |

|  | 0.90 % |

|  | 100 % |

|  | 77.06 % |

### Por región

Resultados por región

|  | 50.56 % |

|  | 45.73 % |

|  | 2.80 % |

|  | 0.85 % |

|  | 47.05 % |

|  | 48.91 % |

|  | 2.77 % |

|  | 1.20 % |

|  | 45.62 % |

|  | 50.49 % |

|  | 2.36 % |

|  | 1.02 % |

|  | 54.18 % |

|  | 41.72 % |

|  | 2.48 % |

|  | 1.57 % |

|  | 49.55 % |

|  | 46.44 % |

|  | 2.71 % |

|  | 1.24 % |

|  | 50.67 % |

|  | 45.12 % |

|  | 2.62 % |

|  | 1.52 % |

|  | 51.08 % |

|  | 44.96 % |

|  | 2.42 % |

|  | 1.48 % |

|  | 44.14 % |

|  | 51.91 % |

|  | 2.94 % |

|  | 0.95 % |

|  | 12.72 % |

|  | 84.82 % |

|  | 1.51 % |

|  | 0.84 % |

|  | 14.42 % |

|  | 82.98 % |

|  | 1.58 % |

|  | 0.97 % |

|  | 11.44 % |

|  | 86.10 % |

|  | 1.28 % |

|  | 1.13 % |

|  | 58.25 % |

|  | 38.15 % |

|  | 2.18 % |

|  | 1.35 % |

|  | 54.41 % |

|  | 40.79 % |

|  | 2.92 % |

|  | 1.81 % |

|  | 75.14 % |

|  | 21.60 % |

|  | 1.94 % |

|  | 1.24 % |

|  | 72.76 % |

|  | 23.80 % |

|  | 1.88 % |

|  | 1.52 % |

|  | 58.24 % |

|  | 37.38 % |

|  | 2.47 % |

|  | 1.84 % |

|  | 42.69 % |

|  | 52.29 % |

|  | 3.35 % |

|  | 1.25 % |

## Reacciones

### Internacionales
- China: El presidente de China, Xi Jinping felicitó al presidente electo Yoon Suk-yeol, y dijo qué desea mantener la intención inicial de establecer lazos diplomáticos y profundizar la cooperación amistosa.[1]
- Japón: El primer ministro de Japón, Fumio Kishida, felicitó a Yoon a través de una llamada telefónica y declaró: "Corea y Japón son vecinos importantes entre sí, y mientras la comunidad internacional enfrenta cambios importantes, las relaciones sanas entre Corea y Japón son esenciales para mantener un orden internacional basado en normas y asegurar la paz regional y mundial y estabilidad, la cooperación entre Corea, Estados Unidos y Japón es importante”[355]
- Rusia: El presidente de Rusia, Vladímir Putin, felicitó a Yoon a través de un comunicado y dijo qué espera poder mejorar las relaciones bilaterales, en beneficio de ambos países.[356]